# Microsoft SideWinder

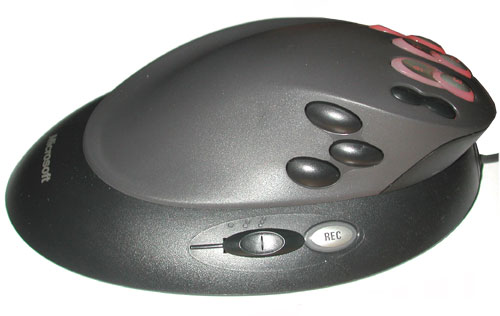
Une souris SideWinder.

Microsoft SideWinder est le nom générique donné à la famille de contrôleurs de jeu numériques développée par Microsoft pour les PC. Bien que destinés uniquement pour une utilisation avec Microsoft Windows, les contrôleurs de jeu Microsoft SideWinder peuvent également être utilisés avec Apple Mac OS X et Linux (ou n'importe quel Unix avec une version x86 de X11 version 2.1.xx ou plus récente).
La SideWinder décrit de nombreux types de contrôleurs de jeu PC de Microsoft, y compris joysticks, gamepads et volants. Plusieurs types de manettes de jeu ont été faites, y compris la Force Feedback 2, le Pro 3D, et le joystick SideWinder classique. En outre, plusieurs types de manettes de jeu ont été faites, telles que la version du port de jeu original, une version de port de jeu plug-and-play et la version USB. Les volants sont les variantes Precision Racing Wheel et le Force Feedback Wheel qui incluent des gaz et la pédale de frein.
La famille comprend également des dispositifs plus exotiques tels que le système SideWinder Game Voice et le SideWinder Strategic Commander.
La famille de produits SideWinder a été supprimée par Microsoft en 2003, citant la faiblesse des ventes.[citation nécessaire] L'entreprise est depuis rentrée de nouveau sur le marché du matériel de jeu, dans l'espoir de concevoir un boîtier de commande standard pour Windows Vista, dont le résultat est un réseau filaire de variante USB de la manette Xbox 360 qui est compatible avec les PC de bureau.
En août 2007, Microsoft a annoncé qu'il faisait la relance de la ligne de périphériques de jeu SideWinder, à commencer par la Souris SideWinder. La souris a été donnée à 80 $ pour une date de lancement qui était octobre 2007.

## Manette de jeu

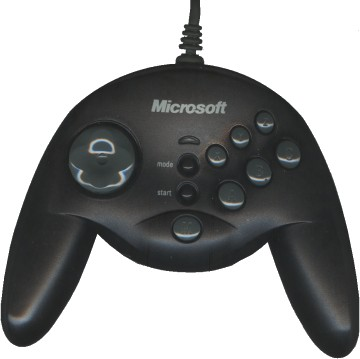
La manette Microsoft SideWinder originale.

La manette de jeu Microsoft SideWinder originale avait un bloc numérique directionnel, six boutons de tir, deux boutons de déclenchement, et un bouton « Mode » et « Démarrer ». La version originale du port de jeu avait un passe, des manettes de jeu ou des joysticks qui pouvaient être utilisés sans débrancher le SideWinder, et a également permis la connexion de jusqu'à quatre manettes SideWinder travaillant simultanément. Les nouvelles versions USB de la manette de jeu SideWinder ont un pavé directionnel au lieu du plus traditionnel tampon en forme de croix directionnelle, et font défaut du bouton mode. La disposition des boutons de la manette de jeu Microsoft SideWinder est très similaire à celle du contrôleur de Sega Saturn, qui a été publié au cours de la même période.